# Orani
Orani – miejscowość i gmina we Włoszech, w regionie Sardynia, w prowincji Nuoro.
Według danych na rok 2019 gminę zamieszkiwały 2799 osoby, 21 os./km². Graniczy z Benetutti, Bolotana, Illorai, Mamoiada, Nuoro, Oniferi, Orotelli, Ottana i Sarule.